# Роберт Ф. Кеннеді Меморіал Стедіум
«Роберт Ф. Кеннеді Меморіал Стедіум» (англ. Robert F. Kennedy Memorial Stadium) — багатофункціональний стадіон у місті Вашингтон, федеральний округ Колумбія, США, домашня арена футбольного клубу «Ді Сі Юнайтед».
Стадіон побудований протягом 1960–1961 років та відкритий 1 жовтня 1961 року.
Арені присвоєно ім'я американського політика та громадського діяча Роберта Кеннеді.